# Wachtum
Wachtum is een dorp in de gemeente Coevorden in de Nederlandse provincie Drenthe. Tot de gemeentelijke herindeling in 1998 behoorde het tot de voormalige gemeente Dalen.

## Beschrijving

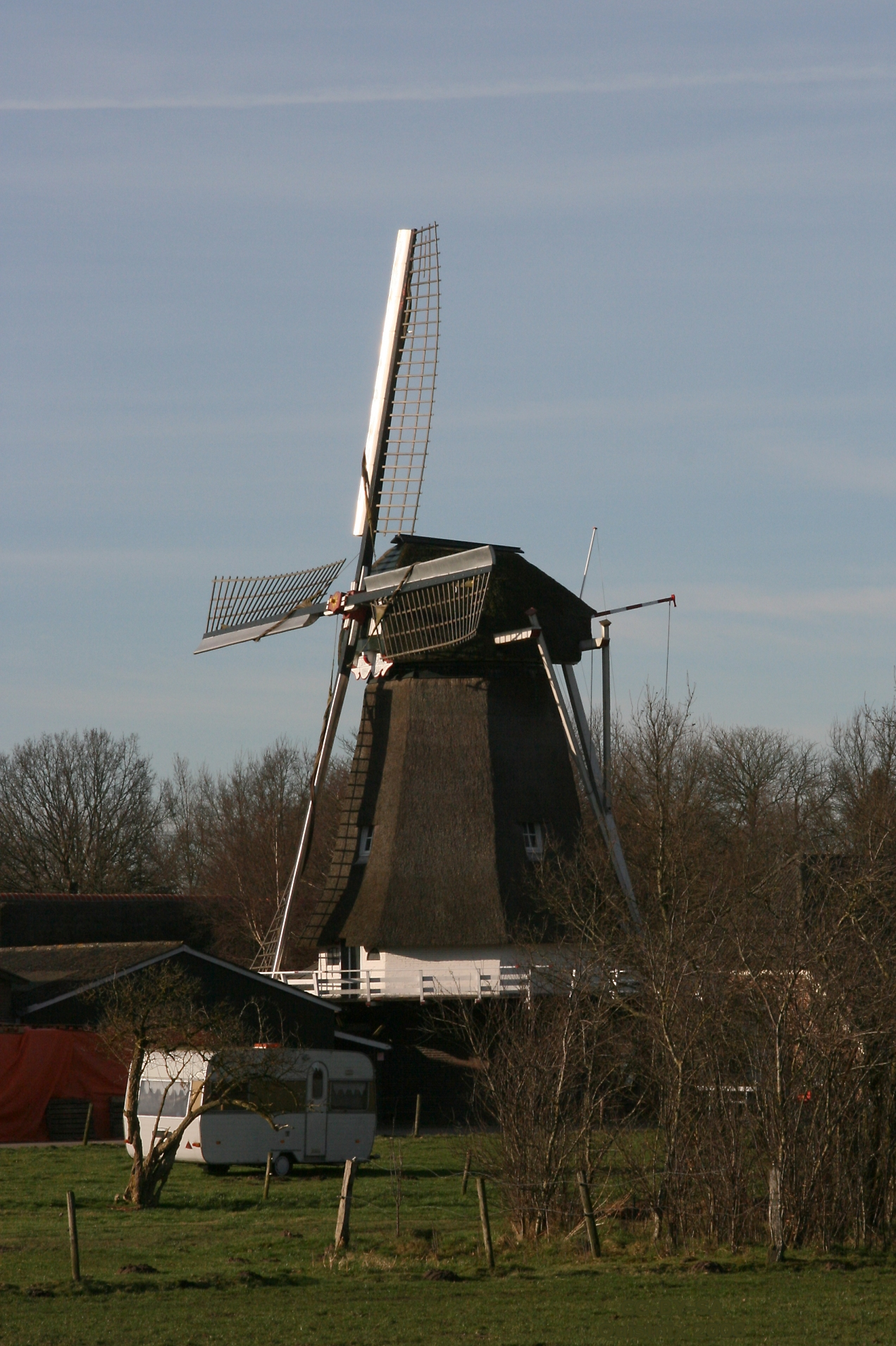
De Hoop

Wachtum is een oud esdorp. De eerst bekende vermelding van de naam `Wachtum', toen nog `Wachtmen', stamt uit 1399, toen de Etstoel uitspraak deed over de verkoop van een boerderij.
In het dorp staat de korenmolen De Hoop. Deze molen is oorspronkelijk gebouwd als poldermolen voor het bemalen van een polder bij Veendam. In 1894 is de molen in Wachtum geplaatst en ging toen dienstdoen voor het malen van diervoer.